# Station Bützow
Station Bützow is een spoorwegstation in de Duitse plaats Bützow. Het station werd in 1850 geopend. Het staat anderhalve kilometer ten zuidoosten van het stadscentrum.
Het monumentale stationsgebouw, in de stijl der neorenaissance, dateert van 1879 en staat onder monumentenzorg; de huidige status van het gebouw is onbekend: in 2014 werd dit gebouw door de Deutsche Bahn afgestoten. In 2021 werd een renovatie van het station voltooid, waardoor het beter toegankelijk werd voor gehandicapten.

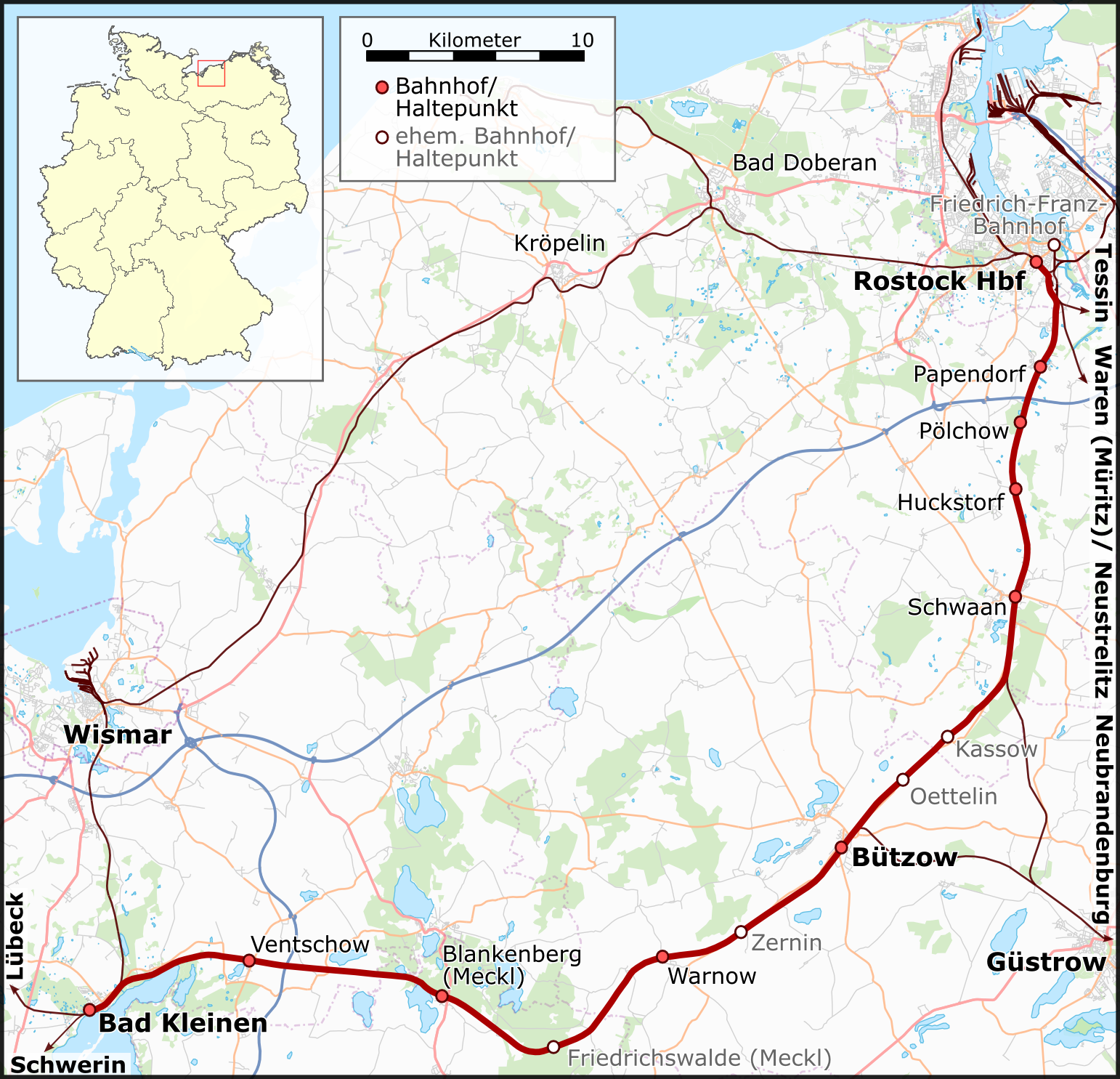
Kaart spoorlijn Bad Kleinen-Rostock v.v.
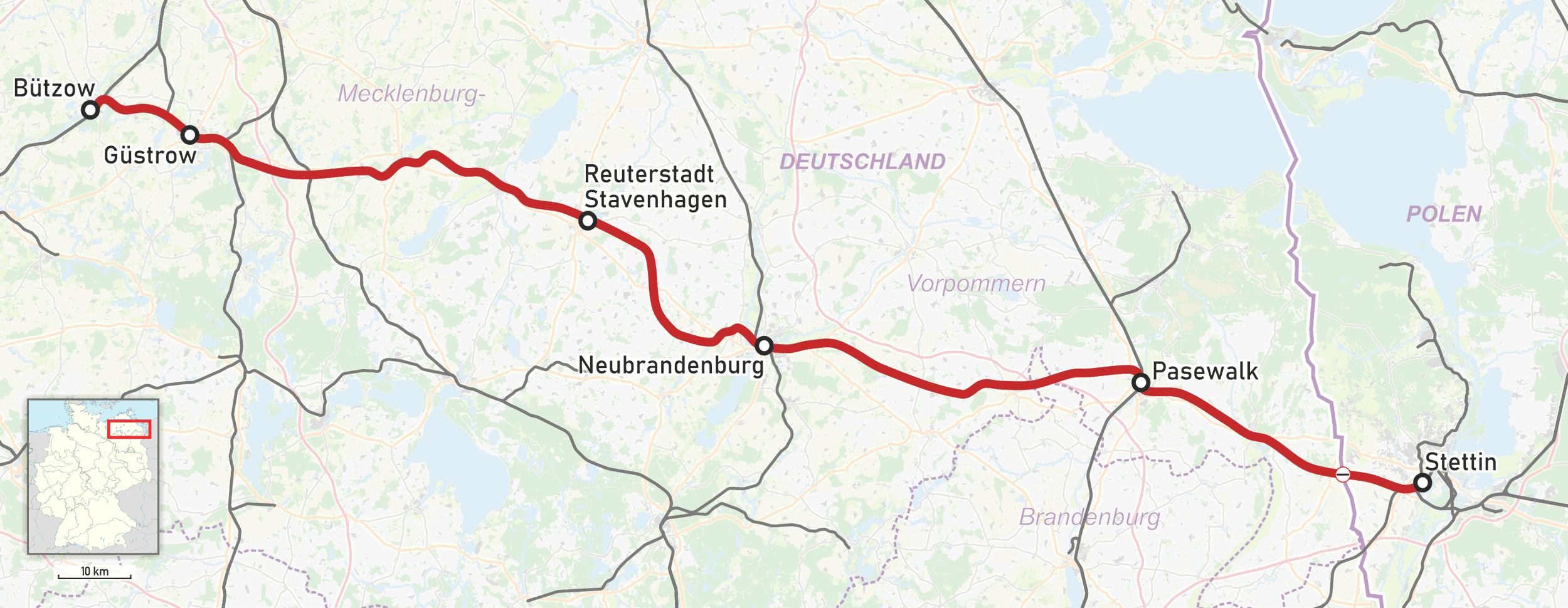
Kaart spoorlijn Bützow-Stettin

Het station ligt aan twee spoorlijnen, en wel die tussen Bad Kleinen (overstapmogelijkheid naar Hamburg Hauptbahnhof) en Rostock Hauptbahnhof v.v., en die van Bützow via Station Neubrandenburg en Pasewalk naar Station Szczecin Główny te Stettin in Polen.
Op beide lijnen rijden niet vaker dan één keer per uur, vaak zelfs slechts eens per twee uur, passagierstreinen.